# Glouster, Ohio
Glouster là một làng thuộc quận Athens, tiểu bang Ohio, Hoa Kỳ. Năm 2010, dân số của làng này là 1791 người.

## Dân số
- Dân số năm 2000: 1972 người.
- Dân số năm 2010: 1791 người.